# Lepidemathis
Lepidemathis is een geslacht van spinnen uit de familie springspinnen (Salticidae).

## Soorten
De volgende soorten zijn bij het geslacht ingedeeld:
- Lepidemathis haemorrhoidalis (Simon, 1899)
- Lepidemathis sericea (Simon, 1899)
- Lepidemathis unicolor (Karsch, 1880)